# Бюрглен (Урі)
Бюрглен (нім. Bürglen UR) — громада  в Швейцарії в кантоні Урі.

## Географія
Громада розташована на відстані близько 95 км на схід від Берна, 2 км на схід від Альтдорфа.
Бюрглен має площу 53,1 км², з яких на 2,4% дозволяється будівництво (житлове та будівництво доріг), 53,4% використовуються в сільськогосподарських цілях, 20,3% зайнято лісами, 23,8% не є продуктивними (річки, льодовики або гори).

## Демографія
2019 року в громаді мешкало 3995 осіб (+0,7% порівняно з 2010 роком), іноземців було 5,9%. Густота населення становила 75 осіб/км².
За віковим діапазоном населення розподілялося таким чином: 21% — особи молодші 20 років, 59,8% — особи у віці 20—64 років, 19,2% — особи у віці 65 років та старші. Було 1592 помешкань (у середньому 2,5 особи в помешканні).
Із загальної кількості 2026 працюючих 238 було зайнятих в первинному секторі, 685 — в обробній промисловості, 1103 — в галузі послуг.